# Liste de poètes japonais
Cette liste de poètes japonais, bien qu'assez complète, n'est pas exhaustive. 
Les poètes sont listés alphabétiquement par leur nom véritable ou le nom sous lequel ils sont généralement connus tels que leurs noms d'auteur par exemple. Les poètes étant connus sous plusieurs noms ou surnoms, ceux-ci sont indiqués et renvoient à l'entrée principale. Les petits groupes de poètes et les articles sur les familles ou les écoles de poètes sont réunis à part en bas de la page, tels que les maîtres de haiku, également répertoriés au sein de la liste principale.

## A
- Abe no Nakamaro 阿倍仲麻呂 (c. 698 - c. 770) lettré, administrateur et poète waka de l'époque de Nara
- Aizu Yaichi 会津 八一) (1881 - 1956), poète, calligraphe et historien
- Akazome Emon 赤染衛門 (956 - 1041) poétesse waka du milieu de l'époque de Heian; à la fois membre des trente-six anciens poètes sages et des trente-six grands poètes de l'époque de Kamakura
- Fuyue Anzai 安西 冬衛 (1898 - 1965) poète et cofondateur du magazine Shi To Shiron (« Poétique et poésie »)
- Arakida Moritake 荒木田守武 (1473 - 1549), fils de Negi Morihide et prêtre shinto; est réputé pour avoir excellé en waka, renga et en haikai en particulier
- Ikuma Arishima, 有島生馬 nom d'auteur (aussi Utosei puis Jugatsutei) d'Arishima Mibuma (1882 - 1974), romancier, poète et peintre, membre du cercle littéraire Shirakaba
- Ariwara no Narihira 在原業平 (825 - 880), poète waka et noble, appelé un des six génies de la poésie et un des trente-six grands poètes
- Asukai Gayu 飛鳥井雅有, aussi connu comme "Asukai Masaari" (1241 - 1301), noble et poète de l'époque de Kamakura dont 86 poèmes figurent dans l'anthologie officielle Shokukokin wakashū

## B
- Matsuo Bashō 松尾 芭蕉 (1644 - 1694), le plus célèbre poète de la période d'Edo, reconnu pour son apport dans la forme collaborative du haikai no renga; à présent plus généralement reconnu comme un maître du haïku
- Nozawa Bonchō 野沢 凡兆 (c. 1640 - 1714), poète haikai et étudiant de Matsuo Bashō
- Yosa Buson 与謝蕪村 (1716 - 1783), poète et peintre de la période d'Edo; avec Matsuo Bashō et Kobayashi Issa, considéré parmi les plus grands poètes de la période Edo et l'un des meilleurs poètes haïku de l'histoire

## C
- Chiyo-ni 千代尼, ou Kaga no Chiyo, (1703 - 1775), importante poétesse haïku de la période d'Edo
- Chūgan Engetsu (1300 - 1375), poète et moine bouddhiste Zen de la secte Rinzai qui dirigeait beaucoup de temples Zen

## D
- Hendrik Doeff (1764 - 1837), premier occidental à écrire des haiku en Japonais

## E
- Eifuku-mon In 永福門院, également écrit « Eifuku Mon'in »", aussi connue sous le nom « Saionji Shōko » 西園寺しょう子, 西園寺鏱子 (1271 - 1342), poétesse de l’époque de Kamakura et consort du 92e empereur, Fushimi; elle appartient à l'école de vers « Kyōgoku »; certains de ses poèmes sont inclus dans l'anthologie Gyokuyō wakashū

## F
- Sadakazu Fujii 藤井 貞和 (né en 1942), poète et professeur de littérature
- Misao Fujimura 藤村操 (1886 - 1903), étudiant en philosophie et poète, surtout connu pour le poème qu'il a sculpté sur un arbre avant de se suicider à cause d'un amour non partagé; histoire sensationnalisée par les journaux japonais après sa mort
- Fujiwara no Akisue 藤原顕季 (1055 - 1123), poète et noble de la fin de l'époque de Heian, membre du poétique et aristocratique clan Fujiwara
- Fujiwara no Asatada 藤原朝忠 aussi 中納言朝忠 (911 - 966), poète waka et noble du milieu de l'époque de Heian; un des trente-six grands poètes; un de ses poèmes figure dans l'anthologie Hyakunin Isshu
- Fujiwara no Atsutada 藤原敦忠, assi 権中納言敦忠; également connu sous le nom « Hon'in Chunagon » 本院中納言 et « Biwa Chunagon » 琵琶中納言 (906 - 943), poète waka et noble du milieu de l'époque de Heian; un des trente-six grands poètes; un de ses poèmes figure dans l'anthologie Hyakunin Isshu
- Fujiwara no Hamanari 藤原 浜成 (724 - 790), poète et noble de époque de Nara; surtout connu pour le Kakyō Hyōshiki, la plus ancienne œuvre encore existante de critique poétique japonaise, dans laquelle il essaye d'appliquer les règles phonétiques de la poésie chinoise à la poésie japonaise; fils de Fujiwara no Maro
- Fujiwara no Kanesuke 藤原兼輔, aussi 中納言兼輔 (877 - 933), poète waka et noble de l'époque de Heian; il fait partie des trente-six grands poètes; l'un de ses poèmes est inclus dans l'anthologie Hyakunin Isshu, d'autres dans plusieurs anthologies poétiques impériales dont  Kokin wakashū et Gosen wakashū
- Fujiwara no Kintō 藤原公任, également connu sous le nom « Shijō-dainagon » (966- 1041), poète et critique; il fait partie des trente-six grands poètes; certains de ses poèmes figurent dans des anthologies dont le Shūi wakashū, le Wakan rōeishū et le Shūi wakashū
- Fujiwara no Ietaka 藤原家隆 (1158 - 1237), poète waka du début de l'époque de Kamakura; plusieurs de ses poèmes sont inclus dans l'anthologie Shin kokin wakashū; proche de Jakuren par des mariages; élève de Fujiwara no Shunzei
- Fujiwara no Kiyotada 藤原清正, il fait partie des trente-six grands poètes; deuxième fils de Fujiwara no Kanesuke et frère cadet de Fujiwara no Masatada
- Fujiwara no Masatada 藤原雅正 (meurt en 961), poète ayant des relatins familiales avec plusieurs autres poètes : fils ainé de Fujiwara no Kanesuke; grand-père de Murasaki Shikibu (« dame Murasaki »); frère ainé de Fujiwara no Kiyotada; épouse une fille de Fujiwara no Sadakata; père de Fujiwara no Tametoki; également en relation avec Ki no Tsurayuki
- Fujiwara no Motozane 藤原元真 (dates inconnues), poète waka et noble japonaise du milieu de l'époque de Heian; il est un des trente-six grands poètes; Certains de ses poèmes figurent dans des anthologies impériales dont Shin kokin wakashū
- Fujiwara no Nakafumi 藤原仲文, également connu sous le nom « Nakafun » (923 - 992), poète waka et noble du milieu de l'époque de Heian, il fait partie des trente-six grands poètes ; plusieurs de ses poèmes sont inclus dans des anthologies impériales dont le Chokusen wakashū
- Fujiwara no Nagayoshi 藤原長能, également connu sous le nom « Fujiwara no Nagatō » (949 - 1009), poète et bureaucrate de cour de l'époque de Heian , il fait partie des trente-six grands poètes et a enseigné le waka au poète Nōin
- Fujiwara no Okikaze 藤原興風 (dates inconnues), poète waka et noble du milieu de l'époque de Heian, il est un des trente-six grands poètes; un de ses poèmes est inclus dans l'anthologie Ogura hyakunin Isshu et plusieurs autres anthologies impériales dont le Kokin wakashū
- Fujiwara no Sadakata 藤原定方, également connu sous le nom de « Sanjo Udaijin » 三条右大臣 (873 - 932), père du poète Asatada, cousin et beau-frère de Kanesuke; un de ses poèmes figure dans l'anthologie Ogura hyakunin isshu
- Fujiwara no Takamitsu 藤原高光 (c. 939 - 994), poète waka et noble du milieu de l'époque de Heian, il fait partie des trente-six grands poètes; il a des poèmes dans plusieurs anthologies impériales à commencer par le Gosen wakashū
- Fujiwara no Tameie 藤原為家 (1198 - 1275), figure centrale parmi le cercle de poètes après la révolte de Jōkyū en 1221; deuxième fils des poètes Teika et Abutuni
- Fujiwara no Tametoki 藤原為時 (meurt en 1029?), poète, fonctionnaire de petit rang et gouverneur de plusieurs provinces, lettré de littérature chinoise et père de Murasaki Shikibu (« dame Murasaki »)
- Fujiwara no Toshiyuki 藤原敏行, également connu sous le nom de « Fujiwara Toshiyuki no Ason » 藤原敏行朝亜 (date de naissance inconnue, meurt en 901 ou 907), poète waka et noble du milieu de l'époque de Heian, il fait partie des trente-six grands poètes et un de ses poèmes figure dans l'anthologie Ogura hyakunin Isshu et d'autres poèmes dans diverses anthologies impériales dont le Kokin wakashū et le Gosen wakashū
- Fujiwara no Shunzei 藤原俊成, également connu sous les noms « Fujiwara no Toshinari », « Shakeur » 釈阿, « Akihiro » 顕広 (1114 - 1204), poète et noble, remarqué pour ses innovations dans la forme poétique waka ainsi que pour la compilation du Senzai Wakashū (« Collection d'un millier d'années »), septième anthologie impériale de poésie waka; père de Fujiwara no Teika; fils de Fujiwara no Toshitada
- Fujiwara no Teika 藤原定家, également connu sous les noms « Fujiwara no Sadaie » ou « Sada-ie » (1162 - 1242), poète waka vénéré de la fin de l'époque de Heian et du début de l'époque de Kamakura et critique extrêmement influent pendant des siècles; il est également scribe, lettré et anthologiste très influent; le Matsura monogatari lui est généralement attribué; fils de Fujiwara no Shunzei, il est en relation avec Jakuren
- Fumiko Nakajō 中城ふみ子, nom d'auteur de Noe Fumiko 野江富美子 (1922 - 1954), poète tanka, morte à trente-deux ans d'un cancer au poumon après une vie turbulente, ce qui se retrouve dans sa poésie
- Yoshihiko Funazaki 舟崎 克彦 (né en 1945), romancier, poète, illustrateur de manga et compositeur de chansons

## G
- Robin D. Gill (en) (1951;), spécialiste américain du Japon qui utilise le Keigu haigō(敬愚)
- Empereur Go-Toba, 後鳥羽天皇, aussi connu comme 山科僧正 (1180 - 1239)
- Gyōi 行意 (1177 - 1217?), poète et moine bouddhiste de la fin de l'Heian, début de l'époque de Kamakura; fils de Fujiwara no Motofusa,il fait partie des « trente-six nouveaux poètes immortels »

## H
- Hagiwara Hiromichi 萩原広道 (1815 - 1863), professeur de littérature, de philologie et études nativistes (kokugaku) mais aussi auteur, traducteur et poète de la fin de l'époque d'Edo, il est connu pour es commentaires et ses analyses littéraires de Le Dit du Genji
- Sakutarō Hagiwara 萩原 朔太郎 (1886 - 1942), critique littéraire et poète en vers libres de l'ère Taishō et du début de l'ère Showa, il est appelé le « père de la poésie familière moderne au Japon »
- Hanabusa Itchō 英一蝶 (1652 - 1724), peintre, calligraphe et poète haïku
- Harada Rihakou (1890-1954), peintre, illustrateur et poète
- Fumiko Hayashi 林 芙美子 (1903 ou 1904 (les sources ne sont pas d'accord); 1951), romancière, écrivaine et poétesse
- Lafcadio Hearn également connue sous le nom « Koizumi Yakumo » 小泉八雲 (1850 - 1904)
- Hinatsu Kōnosuke 日夏耿之介, nom d'auteur de Higuchi Kunito (1890 - 1971), poète, éditeur et académique connu pour sa poésie romantique et gothique calquée sur le modèle de la littérature anglaise; fervent catholique, cofondateur avec Daigaku Horiguchi et Saijo Yaso de la revue littéraire Shijin (« Poètes »)
- Hiraide Shū 平出修 (1878 - 1914), romancier, poète et avocat qui représente les accusés de l'incident de haute trahison, il est cofondateur de la revu littéraire Subaru
- Kakinomoto no Hitomaro 柿本 人麻呂 (c. 662 - 710), poète, noble et fonctionnaire de haut rang de la fin de la période d'Asuka, c'est le plus important poète de l'anthologie Man'yōshū
- Tatsuo Hori 堀 辰雄 (1904 - 1953), écrivain, poète et traducteur de l'ère Showa
- Daigaku Horiguchi 堀口 大学 1892 - 1981), poète et traducteur de littérature française des ères Taishō et ère Showa, il est membre de la Shinshisha (« la nouvelle société de poésie »); il accompagne son père dans des affectations diplomatiques à l'étanger
- Tatsuko Hoshino 星野立子 (1903 - 1984), poétesse haïku et écrivaine de voyage de l'ère Showa, elle crée Tamamo, une revue de haiku réservée exclusivement aux femmes; est active dans le cercle littéraire autour de la revue Hototogisu, elle choisit les haiku pour le quotidien Asahi shimbun et contribue à la rubrique des haiku dans différents journaux et magazines
- Hoshino Tenchi 星野天知 (1862 - 1950), poète et maître d'arts martiaux de l'ère Meiji, il est cofondateur de la revue littéraire Bungakukai; il est aussi 8e Grand Maître et professeur de l'école d'arts martiaux Yagyu Shinkage-ryu (en)
- Hosokawa Fujitaka 細川藤孝, également connu sous le nom « Hosokawa Yūsai » 細川幽斎 (1534 - 1610), seigneur de guerre féodal de l'époque Sengoku qui est un important obligé du dernier shogun Ashikaga; père de Hosokawa Tadaoki, général supérieur du clan Oda; après l'incident du Honnō-ji de 1582, il prend la tonsure bouddhiste et change son nom pour celui de « Yūsai » mais reste une composante active en politique sous les shoguns Toyotomi Hideyoshi et Tokugawa Ieyasu

## I
- Dakotsu Iida 飯田 蛇笏, communément appelé « Dakotsu », nom d'auteur de Takeji Iida 飯田 武治 (1885 - 1962), poète haïku formé par Kyoshi Takahama
- Natsuki Ikezawa 池澤夏樹, 1945), romancier, nouvelliste, essayiste, traducteur et poète, a cessé de publier de la poésie en 1982
- Ikkyū Sōjun 休宗純, 1394 - 1481), excentrique et iconique prêtre bouddhiste Zen rinzai, poète et parfois joueur de flûte mendiant qui a influencé l'art japonais et la littérature avec une injection d'attitudes et d'idéaux Zen; il est un des créateurs de la cérémonie du thé japonaise formelle; bien connu des enfants japonais par diverses histoires et sujet d'un populaire programme de télévision; il est un personnage de dessin animé
- Kenkabō Inoue 井上剣花坊 nom d'auteur de Inoue Koichi (1870 - 1934), journaliste et compositeur de senryū (vers courts et humoristiques) de la fin de l'ère Meiji, de l'ère Taishō et du début de l'ère Shōwa
- Dame Ise 伊勢 ou Ise no miyasudokoro 伊勢の御息所 (c. 875 - c. 938), poète waka et noble de la cour impériale, petite-fille du poère waka Ōnakatomi no Yoshinobu, née Fujiwara no Tsugikage de la province d'Ise. Maîtresse du prince Atsuyoshi et concubine de l'empereur Uda; le fils qu'elle en a est le prince Yuki-Akari; nombre de ses poèmes figurent dans l'anthologie Kokin wakashū
- Rin Ishigaki 石垣りん (1920 - 2004), poète employé de la Banque Industrielle du Japon, parfois appelé le « poète caissier »
- Jun Ishikawa 石川淳 nom d'auteur d'Ishikawa Kiyoshi, Ishikawa (1899 - 1987), auteur moderniste de l'ère Showa, traducteur et critique littéraire
- Ishikawa Takuboku voir Takuboku Ishikawa
- Ishizuka Tomoji 石塚友二 le kanji (est le nom d'auteur d'Ishizuka Tomoji, qui s'écrit avec un kanji différent 石塚友次, poète haïku et romancier de l'ère Showa
- Kobayashi Issa 小林一茶 (1763 - 1828), poète et prêtre bouddhiste connu pour ses haïku' et ses haïbun; généralement regardé comme l'un des quatre maîtres du haiku japonais avec Bashō, Buson et Shiki
- Itō Sachio 伊藤佐千夫, nom d'auteur d'Itō Kojirō (1864 - 1913), poète tanka et romancier de l'ère Meiji
- Izumi Shikibu 和泉式部 surnommée la « dame flottante » 浮かれ女 pour ses relations amoureuses passionnées à la cour impériale, (né c. 976 -; date de décès inconnue, quelque temps après 1033), poète, romancière et noble du milieu de l'époque de Heian, elle fait partie des trente-six grands poètes; proche amie d'Akazome Emon, rivale de Dame Murasaki et mère du poète Koshikibu no Naishi; sa poésie est louée par Fujiwara no Kintō

## J
- Jakuren 寂蓮, également connu sous le nom « Fujiwara no Sadanaga » 藤原定長 avant de devenir moine (1139 - 1202), d'abord adopté par Fujiwara no Shunzei, puis mis de côté parce qu'héritier de Shunzei, il devient prêtre bouddhiste; à la façon de Saigyo, il voyage dans le pays et compose des poèmes; il est souvent associé à Fujiwara no Teika; il est un des six compilateurs de la huitième anthologie impériale waka, Shin kokin wakashū qui comprend trente-six de ses poèmes; il adopte Fujiwara no Ietaka, un élève de Shunzei; un de ses poèmes figure dans l'anthologie Ogura hyakunin Isshu
- Jakushitsu Genkō 寂室元光 (1290 - 1367), maître zen rinzai, poète, flûtiste et premier abbé de Eigen-ji, construit dans le seul but d'enseigner le Zen
- Jien 慈円 (1155 - 1225) poète, historien et moine bouddhiste
- Jinzai Kiyoshi 神西清 (1903 - 1957), romancier, traducteur, critique littéraire, poète et dramaturge de l'ère Showa
- Impératrice Jitō 持統天皇 (645 - 703; 702 selon le calendrier luni-solaire utilisé au Japon jusqu'en 1873), 41e souverain impérial, quatrième impératrice et poétesse

## K
- Kada no Azumamaro 荷田春満 (1669 - 1736), poète du début de la période d'Edo, philologue et professeur aussi bien que précepteur de poésie de l'un des fils de l'empereur Reigen; cofondateur du mouvement intellectuel du kokugaku (« Études nationales ») avec Keichū
- Kaga no Chiyo voir Chiyo-ni
- Ariake Kambara 蒲原有明 nom d'auteur de Kambara Hayao (1876 - 1952), poète et romancier des ères Taishō et Showa
- Kamo no Chōmei 鴨長明 (1155 - 1216), auteur, poète waka et essayiste
- Kamo no Mabuchi 賀茂真淵 (1697 - 1769), poète et philologue de l'époque d'Edo
- Kamo no Yasunori no musume fin du (Xe siècle), fille de Kamo no Yasunori, nom personnel inconnu; poétesse de l'époque de Heian
- Dame Kasa 笠女郎 poétesse waka (fl. début VIIIe siècle)
- Jun Kawada 川田 順 (1882 - 1966), poète tanka et entrepreneur de l'ère Showa
- Ryūkō Kawaji 川路柳虹, nom d'auteur de Kawaki Makoto (1888 - 1959), poète et critique littéraire de l'ère Showa
- Kikuko Kawakami 川上 喜久子 (1904 - 1985), romancière, nouvelliste et poétesse de l'ère Showa
- Ki no Tokibumi 紀時文 (922 - 996), un des Nashitsubo no gonin
- Ki no Tomonori 紀友則 (c. 850 - c. 904), poète waka de cour du début de l'époque de Heian, un des trente-six grands poètes; un des quatre compilateurs de l'anthologie Kokin wakashū
- Ki no Tsurayuki 紀貫之 (872 - 945), poète waka, fonctionnaire de haut rang et courtisan de l'époque de Heian; fils de Ki no Mochiyuki; un des quatre compilateurs de l'anthologie Kokin wakashū; gouverneur provincial de la province de Tosa (930 - 935) et plus tard, peut-être gouverneur de la province de Suō
- Takarai Kikaku 宝井其角, aussi connu sous le nom « Enomoto Kikaku » (1661 - 1707), poète haïku et disciple de Matsuo Bashō
- Kyōsuke Kindaichi 金田一 京助 (1882 - 1971), linguiste et poète. Son fils est le linguiste Haruhiko Kindaichi
- Kinoshita Rigen 木下利玄, nom d'auteur de Kinoshita Toshiharu (1886 - 1925), poète tanka des ères Meiji et Taishō
- Kisen 喜撰 également connu sous le « Kisen Hōshi » 喜撰法師 (fl. début du IXe siècle), moine bouddhiste et poète du début de l'époque de Heian
- Kishi Joō 徽子女王, aussi Yoshiko Joō 承香殿女御 Jokyōden Joō ou 斎宮女御 Saigū no Nyōgo (929 - 985), poète waka du milieu de l'époque de Heian
- Yaho Kitabatake 北畠 八穂 (1903 - 1982), poète et auteur de livres pour enfants de l'ère Showa
- Fuyuhiko Kitagawa 北川冬彦, poète moderniste et critique de film
- Hakushū Kitahara 北原 白秋, nom d'auteur de Kitahara Ryūkichi 北原 隆吉 (1885 - 1942), poète tanka des ères Taishō et ère Showa
- Tōkoku Kitamura} 北村透谷, nom d'auteur de Kitamura Montaro (1868 - 1894) poète de la fin de l'ère Meiji, essayiste et fondateur du courant littéraire romantique japonais moderne
- Takeshi Kitano 北野 武 (né en 1947), réalisateur, monteur, scénariste, humoriste, acteur, auteur, poète et peintre
- Kiyohara no Motosuke, 清原元輔 (908 - 990), un des Nashitsubo no gonin
- Kobayashi Issa voir Issa
- Kodai no Kimi 小大君, aussi connue sous le nom « Ōkimi » (dates inconnues), poétesse waka et noble du milieu de l'époque de Heian; une des cinq femmes parmi les trente-six grands poètes; nombre de ses poèmes sont inclus dans les anthologies impériales
- Yakumo Koizumi 小泉八雲 voir Lafcadio Hearn
- Mantarō Kubota 久保田万太郎 (1889 - 1963), auteur, dramaturge et poète
- Kūkai 空海, aussi connu à titre posthume comme « Kōbō-Daishi » 弘法大師 (774 - 835), moine mendiant, lettré, poète et artiste à l'origine du Shingon ou école bouddhiste du « Vrai Monde », les disciples de cette école se réfèrent souvent à lui par le titre honorifique de « Odaishisama » お大師様
- Masao Kume 久米正雄 (1891 - 1952), dramaturge, romancier et poète haïku de la fin de l'ère Taishō et du début de l'ère Showa (sous le nom d'auteur Santei)
- Kunikida Doppo 國木田 獨歩 (1871 - 1908), poète romantique de l'ère Meiji et l'un des romanciers qui introduisent le naturalisme au Japon
- Sadako Kurihara 栗原貞子 (1913 - 2005), poétesse qui a survécu au bombardement atomique d'Hiroshima et qui s'est fait connaître par ses poèmes sur sa ville
- Kyoshi Takahama 高浜 虚子, nom d'auteur de Kiyoshi Takahama (1874 - 1959), poète de l'ère Shōwa; proche disciple de Masaoka Shiki

## M
- Manko 万乎| (date de naissance inconnue -; 1724) poète et commerçant aisé du milieu de l'époque d'Edo; il est apprenti auprès de Matsuo Bashō
- Sami Mansei 沙弥満誓 (« novice Mansei »), son nom séculier est Kasa no Ason Maro (fl. c. 720), prêtre bouddhiste et poète, il est membre du cercle littéraire de Ōtomo no Tabito; certains de ses poèmes figurent dans l'anthologie Man'yōshū
- Kaoru Maruyama} 丸山 薫 (1899 - 1974)
- Atsuo Masamune 正宗敦夫 (1881 - 1958), poète et académique
- Masaoka Shiki voir Shiki
- Matsudaira Katamori 松平容保 (1836 - 1893), poète samouraï durant les derniers temps du Bakumatsu et du début au milieu de l'ère Meiji
- Matsudaira Teru 松平照 également appelée « Teruhime » 照姫, littéralement traduit, « princesse Teru » (1832 - 1884), aristocrate et talentueuse poétesse waka de la fin de l'époque d'Edo et du début de l'ère Meiji, elle a formé Matsudaira Katamori à la poésie et à la calligraphie
- Takashi Matsumoto 松本たかし(1906 - 1956), poète professionnel de haiku dans le cercle Shippo-kai durant l'ère Showa, puis à partir de 1929, au sein de la revue Hototogisu qui comprend également Kawabata Bosha; il fonde un magazine littéraire, Fue (« Flûte ») en 1946
- Matsuo Bashō voir Bashō
- Mibu no Tadami 壬生忠見 (dates inconnues), poète waka et noble du milieu de l'époque de Heian, son nom fait partie de la liste des trente-six grands poètes; fils du poète Mibu no Tadamine
- Mibu no Tadamine 壬生忠岑 (actif à partir de 898 - 920), poète waka de cour du début de l'époque de Heian, son nom est inclus dans la liste des trente-six grands poètes; il est le père de Mibu no Tadami
- Michio Mado (né en 1909), poète qui a travaillé pour l'office du Gouverneur général de Taïwan
- Taku Miki 三木卓 nom d'auteur de Tomita Miki (né en 1935), poète et romancier de l'ère Showa fréquente le cercle poétique Han (« inondation »)
- Takitarō Minakami 水上滝太郎 nom d'auteur d'Abe Shōzō (1887 - 1940), poète, romancier, critique littéraire et essayiste de l'ère Showa
- Minamoto no Kintada 源公忠, aussi appelé 源公忠朝臣 (889 - 948), poète waka et noble du milieu de l'époque de Heian, il fait partie des trente-six grands poètes avec son fils Minamoto no Saneakira; il est officiel au sein de la Trésorerie impériale; certains de ses poèmes sont inclus dans des anthologies impériales, à commencer par le Goshūi wakashū
- Minamoto no Muneyuki 源宗于, également appelé « Minamoto no Muneyuki Ason » 源宗于朝臣 (meurt en 983), poète waka et noble du début de l'époque de Heian, il fait partie des trente-six grands poètes; un de ses poèmes figure dans l'anthologie Ogura hyakunin isshu
- Minamoto no Saneakira 源信明 (910 - 970), poète waka et noble du milieu de l'époque de Heian; lui et son père Minamoto no Kintada font partie des trente-six grands poètes; ses poèmes figurent dans les anthologies poétiques impériales à partir du Goshūi wakashū
- Minamoto no Shigeyuki 源重之 (meurt en 1000), poète waka et noble du début de l'époque de Heian, il fait partie des trente-six grands poètes; un de ses poèmes est inclus dans l'anthologie Ogura hyakunin isshu
- Minamoto no Shitagō 源順 (911 - 983), poète waka, noble et lettré, il fait partie du Nashitsubo no gonin et des trente-six grands poètes; auteur de la collection de poésie Minamoto no Shitagōshū; quelques érudits tiennent qu'il a aussi écrit le Taketori Monogatari; il est le compilateur original du Wamyō ruijushō, le premier dictionnaire encore existant organisé selon des têtes de section sémantiques
- Minamoto no Shunrai, également appelé « Minamoto Toshiyori », (c. 1057 - 1129), poète qui a effectué le travail de compilation de l'anthologie Gosen wakashū mais a été écarté de la compilation du Goshūi wakashū. La polémique colérique qu'il a ensuite écrite, « Erreurs dans le Goshūishū », amène apparemment l'empereur Shirakawa à le nommer pour qu'il se charge de la compilation du Kin'yō wakashū, anthologie impériale elle-même controversée
- Minamoto Toshiyori, voir Minamoto no Shunrai
- Minamoto no Yorimasa 源頼政 (1106 - 1180) poète, officiel du gouvernement et guerrier; ses quatre poèmes paraissent dans diverses anthologies
- Yukio Mishima 三島 由紀夫. nom d'auteur de Kimitake Hiraoka 平岡 公威 (1925 - 1970), auteur, poète et dramaturge
- Kenji Miyazawa 宮沢 賢治 (1896 - 1933), poète et auteur de littérature pour enfants du début de l'ère Shōwa
- Tatsuji Miyoshi 三好達治 1900 - 1964), critique littéraire, éditeur et poète de l'ère Showa
- Mizuta Masahide XVIIe siècle, poète et samouraï de l'époque d'Edo qui étudie auprès de Basho
- Mori Ōgai 森 鷗外 / 森 鴎外 (1862 - 1922), médecin, traducteur et poète
- Motoori Norinaga 本居宣長 (1730 - 1801), spécialiste du kokugaku, médecin et poète de l'époque d'Edo
- Munenaga 宗良 親王 (1311 ; c. 1385), prince impérial du Shinnōke (huitième fils de l'empereur Go-Daigo) de l'époque Nanboku-chō et poète de l'école poétique Nijō, connu pour son travail de compilation de l'anthologie poétique Shin'yō wakashū
- Murasaki Shikibu 紫 式 部, qui n'est pas son vrai nom, lequel demeure inconnu; souvent appelée « Dame Murasaki » (c. 973 - c. 1014 ou 1025), romancière de l'époque de Heian, auteur du Le Dit du Genji, poétesse et servante d'honneur de la cour impériale
- Saneatsu Mushanokōji 武者小路 実篤 實篤, parfois connu sous le nom « Mushakōji Saneatsu »; ses autres noms d'auteur sont « Musha » et « Futo-o » (1885 - 1976), romancier, dramaturge, poète, artiste et philosophe de la fin de l'ère Taishō et de l'ère Showa

## N
- Tatsuo Nagai 永井龍男, utilise le nom d'auteur « Tomonkyo » pour sa poésie (1904 - 1990), romancier, nouvelliste, poète ha°iku, éditeur et journaliste de l'ère Showa
- Hideo Nagata 長田秀雄 (1885 - 1949), poète, dramaturge et scénariste de l'ère Showa
- Nagata Mikihiko 長田幹彦 (1887 - 1964), poète, dramaturge et scénariste de l'ère Showa
- Takashi Nagatsuka 長塚 節 (1879 - 1915), poète et romancier
- Naitō Jōsō (1662 - 1704), poète haïku de l'ère Genroku, il est le disciple le plus important de Bashō
- Fujiwara no Nakafumi nom de famille : Fujiwara, voir section "F"
- Chūya Nakahara 中原 中也 (1907 - 1937), poète du début de l'ère Showa
- Nakatsukasa 中務 (912 - 991), poète waka du milieu de l'époque de Heian
- Nanao Sakaki (1923 - 2008), poète et personnalité principale de « Buzoku », un groupe contre culturel
- Natsume Sōseki 夏目 漱石 (habituellement appelé « Sōseki »), nom d'auteur de Natsume Kinnosuke 夏目金之助 (1867 - 1916), romancier, poète haiku, compositeur de poésie de style chinois, auteur de contes de fées et spécialiste de littérature anglaise de l'ère Meiji; de 1984 à 2004 son portrait a figuré sur les billets de mille yen
- Junzaburō Nishiwaki 西脇順三郎 (1894 - 1982), poète et critique littéraire de l'ère Showa
- Nishiyama Sōin voir Sōin
- Yonejirō Noguchi 野口米次郎 (1875 - 1947), poète, auteur de fiction, essayiste et critique littéraire en anglais et en japonais; il est le père du sculpteur Isamu Noguchi
- Nozawa Bonchō voir Bonchō
- Princesse Nukata 額田王 aussi connue comme princesse Nukada (c. 630 - 690), poétesse de la période d'Asuka
- Nōin 能因, nom laïc : Tachibana no Nagayasu 橘永愷 (988 - c. 1051), poète et moine de la fin de l'époque de Heian; il est un des trente-six poètes médiévaux immortels

## O
- Seisensui Ogiwara 荻原井泉水, nom d'auteur d'Ogiwara Tōkichi (1884 - 1976), poète haïku des ères Taishō et Showa
- Kanoko Okamoto 岡本かの子, nom d'auteur d'Ohnuki Kano (1889 - 1939), poétesse tanka et lettrée bouddhiste de la fin de l'ère Taishō et du début de l'ère Shōwa; mère du peintre Tarō Okamoto
- Ōnakatomi no Yoritomo 大中臣頼基 (c. 886 - 958), poète waka et noble du milieu de l'époque de Heian; il est un des trente-six grands poètes
- Ōnakatomi no Yoshinobu, 大中臣能宣 (921 - 991) membre du Nashitsubo no gonin
- Ono no Komachi 小野 小町 or おののこまち (c. 825 - c. 900), poète waka du début de l'époque de Heian, elle est un des Rokkasen, c'est-à-dire les six génies de la poésie et aussi une des trente-six grands poètes; remarquée pour sa rare beauté, elle est devenue le symbole de la belle femme au Japon
- Saishū Onoe 尾上柴舟 (1876 - 1957), poète tanka et calligraphe
- Makoto Ōoka 大岡信 (né en 1931), poète et critique littéraire
- Shinobu Orikuchi 折口 信夫, aussi connu sous le nom de « Chōkū Shaku » 釋 迢空 (1887 - 1953), il est ethnologue, linguiste, folkloriste, romancier et poète; disciple de Kunio Yanagita, il crée un domaine académique intitulé "Orikuchiism" (折口学, Orikuchigaku?), qui est un composé de folklore et de classiques japonais avec la religion shintō
- Ōshikōshi no Mitsune 凡河内躬恒 (898 - 922), administrateur et poète waka de cour du début de début de l'époque de Heian; il fait partie des trente-six grands poètes
- Ōta Dōkan 太田道灌 (1432 - 1486), également connu sous le nom « Ōta Sukenaga » (太田資長 ou « Ōta Dōkan Sukenaga »[1] est un poète-guerrier samouraï, tacticien militaire et moine bouddhiste; on dit de lui qu'il est un poète talentueux mais seuls des fragments qui lui sont attribués nous sont parvenus
- Ōta Nampo 大田南畝, nom d'auteur le plus souvent utilisé par Ōta Tan dont les autres sont Yomo no Akara, Yomo Sanjin, Kyōkaen et Shokusanjin 蜀山人 (1749 - 1823), poète et auteur de fiction de la fin de l'époque d'Edo
- Mizuho Ōta 太田水穂 nom d'auteur de Teiichi Ōta 太田 貞, il utilise occasionnellement d'autres noms d'auteur, « Mizuhonoya » (1876 - 1955), poète et érudit littéraire de l'ère Shōwa
- Ōtagaki Rengetsu 太田垣蓮月 (1791 - 1875), nonne bouddhiste, généralement considérée comme le plus grand poète japonais du XIXe siècle; elle est aussi potière, peintre et calligraphe experte
- Ōtomo no Kuronushi 大友黒主, poète, un des Rokkasen, considéré comme un des plus grands maîtres de la poésie waka
- Ōtomo no Sakanoe no Iratsume (c. 700 - 750), poétesse du début de l'époque de Nara; membre du prestigieux clan Ōtomo; soixante-dix-neuf de ses poèmes sont inclus dans l'anthologie Man'yōshū
- Ōtomo no Tabito 大伴旅人 (c. 662 - 731) poète surtout connu pour être le père de Ōtomo no Yakamochi; les deux ont participé à la compilation de l'anthologie Man'yōshū; il fait partie du prestigieux clan Ōtomo; sert comme gouverneur-général de Dazaifu, le parquet militaire dans le nord de Kyūshū de 728 à 730
- Ōtomo no Yakamochi 大伴家持 (c. 718 - 785), politique et poète waka de l'époque de Nara; il fait partie des trente-six grands poètes; membre du clan Ōtomo; fils de Ōtomo no Tabito, frère ainé de Ōtomo no Kakimochi, neveu de Ōtomo no Sakanoe no Iratsume
- Hōsai Ozaki 尾崎 放哉 nom d'auteur d'Ozaki Hideo (1885 - 1926), poète de la fin de l'ère Meiji et de l'ère Taishō
- Kihachi Ozaki 尾崎喜八 (1892 - 1974), poète de l'ère Showa
- Ozaki Kōyō 尾崎 紅葉, nom d'auteur d'Ozaki Tokutaro 尾崎 徳太郎 (1868 - 1903), romancier, essayiste et poète haiku

## R
- Ryōkan 良寛 (1758 - 1831), poète waka et calligraphe, moine bouddhiste et ermite
- Ryōzen 良暹 (XIe siècle)

## S
- Saigyō Hōshi 西行法師 nom d'auteur de Satō Norikiyo 佐藤義清 qui prend le nom de religion En'i 円位 (1118 - 1190), poète waka de la fin de l'époque de Heian et du début de l'époque de Kamakura, qui sert de garde à l'empereur retiré Toba puis devient moine bouddhiste à l'âge de 22 ans
- Mokichi Saitō (1882 - 1953), poète de l'ère Taishō membre de l'école Araragi et psychiatre; père du romancier Morio Kita
- Sakae Tsuboi 壺井栄 (1899 - 1967), romancier et poète
- Sakanoue no Korenori 坂上是則 (fl. IXe siècle), poète waka du début de l'époque de Heian; il compte parmi les trente-six grands poètes; un de ses poèmes est inclus dans l'anthologie Ogura hyakunin Isshu
- Sakanoue no Mochiki, 坂上望城, (dates inconnues) un des membres du Nashitsubo no gonin
- Santō Kyōden 山東京伝, nom d'auteur de Samuru Iwase 岩瀬醒, populairement connu sous le nom « Kyōya Denzō » 京屋伝蔵 (1761 - 1816), poète, écrivain et artiste de l'époque d'Edo; frère de Santō Kyōzan
- Santōka Taneda 種田 山頭火 nom d'auteur de Taneda Shōichi 種田 正一 (1882 - 1940), poète et compositeur de vers libres haïku
- Sarumaru no Taifu (fl. IXe siècle) 猿丸大夫, également connu sous le nom « Sarumaru no Dayū », poète waka du début de l'époque de Heian; il fait partie des trente-six grands poètes; il n'existe pas d'histoire détaillée ni de légende à son propos et il est possible qu'il n'ait jamais existé; certaines sources le supposent fils du prince Yamashiro
- Mikirō Sasaki 佐々木幹郎, (né en 1947), également connu sous le nom « Mikio Sasaki », poète et écrivain de voyages
- Sasaki Nobutsuna 佐佐木信綱 (1872 - 1963), poète tanka de l'ère Showa et spécialiste des époques Nara et Heian
- Satomura Shōkyū 里村昌休 (1510 - 1552), maître des vers liés renga après la mort de Tani Sobuko en 1545
- Sei Shōnagon 清少納言 c.(965 966 - 1017), auteur du milieu de l'époque de Heian, poétesse et dame de cour qui a servi l'impératrice Teishi; plus connue comme auteur des Notes de chevet
- Semimaru 蝉丸, également connu sous le nom « Semimaro » (fl.IXe siècle ), poète et musicien du début de l'époque de Heian; certaines sources le disent fils de l'empereur Uda, prince Atsumi ou qu'il est le quatrième fils de l'empereur Daigo; certaines sources suggèrent qu'il a vécu durant le règne de l'empereur Ninmyō
- Motomaro Senge 千家元麿 (1888 - 1948), poète des ères Taishō et Showa
- Sesson Yūbai 雪村友梅 (1290 - 1348), poète et prêtre de la secte Rinzai qui a fondé de nombreux temples
- Mitsuko Shiga 四賀光子, nom d'auteur de Mitsu Ota (1885 - 1976), poétesse tanka des ères Taishō et Showa
- Masaoka Shiki 正岡 子規, nom d'auteur de Masaoka Tsunenori 正岡 常規, qui a changé son nom en Noboru 升 (1867 - 1902), auteur, poète, critique littéraire, journaliste et, dans sa jeunesse, joueur de baseball
- Shikishi Naishinnō 式子内親王 (morte en 1201), poétesse de la fin de l'époque de Heian et du début de époque de Kamakura, fille non mariée de l'empereur Go-Shirakawa; entre au service du sanctuaire Kamo-jinja de Kyoto en 1159, puis le quitte et devient plus tard nonne bouddhiste; 49 de ses poèmes sont inclus dans l'anthologie Shin kokin wakashū
- Shimizu Motoyoshi 清水基吉 (né en 1918), romancier et poète des ères Showa et Heisei
- Shinkei 1406 - 1475, prêtre bouddhiste
- Shirome (fl. Xe siècle), poétesse waka secondaire et prostituée habituelle
- Fille de Shunzei, nom populaire de Fujiwara Toshinari no Musume 藤原俊成女、, aussi 藤原俊成卿女、皇(太)后宮大夫俊成(卿)女, 越部禅尼 (c. 1171 - c. 1252), considérée comme la plus grande poétesse de son époque, à égalité avec la princesse Shikishi; son grand-père est le poète Fujiwara no Shunzei
- Shōtetsu 正徹 (1381 - 1459), considéré par certains comme le dernier grand poète de la tradition waka de cour; ses disciples ont joué un rôle important dans le développement du renga vers le haïku
- Sōgi 宗祇 (1421- 1502), moine zen qui étudie la poésie waka et renga puis devient poète renga professionnel quand il est trentenaire
- Nishiyama Sōin 西山宗因, né Nishiyama Toyoichi 西山豊一 (1605 - 1682), poète du début de l'époque Tokugawa haikai-no-renga, qui fonde l'école Danrin de poésie haïku
- Sokotsu Samukawa 寒川 鼠骨 (1875- 1954), poète haïku
- Sion Sono 園 子温 (né en 1961), poète d'avant-garde et réalisateur controversé
- Sonome 斯波 園女 (1664 - 1726), poétesse, amie et correspondante de Matsuo Bashō
- Sugawara no Michizane 菅原道真, également connu sous le nom « Kan Shōjō » 菅丞相, (845 - 903), lettré, poète et politicien de l'époque de Heian; petit-fils de Sugawara no Kiyotomo; il compose aussi de la poésie chinoise
- Mori Sumio (1919 - 2010), compositeur de haïku

## T
- Tachibana Akemi, 橘曙覧 (1812 - 1868), poète et érudit classique
- Michizō Tachihara 立原道造 (1914 - 1939), poète et architecte
- Taira no Kanemori 平兼盛 (meurt en 991), milieu de l'époque de Heian, poète waka et noble; un des trente-six grands poètes; un de ses poèmes est inclus dans l'anthologie Ogura hyakunin Isshu; père de la poétesse Akazome Emon
- Kyoshi Takahama voir Kyoshi
- Motokichi Takahashi 高橋元吉 (1893 - 1965), poète des ères Taishō et Showa
- Jun Takami 高見順 nom d'auteur de Takama Yoshioa (1907 - 1965), romancier et poète de l'ère Showa
- Kōtarō Takamura 高村 光太郎 (1883 - 1956), poète et sculpteur; fils du sculpteur Takamura Kōun
- Chieko Takamura (1886 - 1938)
- Takarai Kikaku voir Kikaku
- Shuntarō Tanikawa 谷川 俊太郎 (né en 1931), poète et traducteur
- Takamure Itsue 高群逸枝 (1894 - 1964), poète, écrivaine, féministe, anarchiste, ethnologue et historienne
- Kikuo Takano 高野 喜久雄 (1927 - 2006), poète et mathématicien
- Tsugi Takano 鷹野 つぎ (1890 - 1943), romancière et poétesse
- Takuboku Ishikawa 石川 啄木 (1886 - 1912), poète tanka et de vers libres
- Ryūichi Tamura 田村隆 (1923 - 1998), ère Showa poète, essayiste et traducteur de romans et de poésie de langue anglaise
- Jun Tanaka 田中純 1890 - 1966), poète de l'ère Showa
- Taneda Santōka voir Santōka Taneda
- Tani Sōyō 谷宗養 (1526 - 1563), poète renga; rival de Satomura Joha; fils de Tani Sobuko
- Shuntarō Tanikawa 谷川 俊太郎 (né en 1931), poète et traducteur
- Tatsunojō, nom d'auteur de Yokoi Yayū
- Machi Tawara 俵万智 (né en 1962), écrivain, traducteur et poète
- Shūji Terayama 寺山 修司 (1935 - 1983), poète d'avant-garde, dramaturge, écrivain, réalisateur et photographe
- Ton'a 頓阿 aussi épelé « Tonna » ; nom laïc : Nikaidō Sadamune 二階堂貞宗 (1289 - 1372), poète et moine bouddhiste
- Shigeji Tsuboi 壺井繁治 (1897 - 1975)
- Jun Tsuji 辻 潤 (1884 - 1944), auteur, poète, essayiste, musicien et bohème

## U
- Ueda Akinari, 上田 秋成, également connu sous le nom « Ueda Shūsei », (1734 - 1809), auteur, lettré et poète waka

## W
- Bokusui Wakayama, 若山 牧水 (1885 - 1928), poète « naturaliste » tanka

## Y
- Jūkichi Yagi 八木重吉 (1898 - 1927)
- Yamabe no Akahito 山部赤人 ou 山邊赤人 (700 - 736), poète de l'époque de Nara dont 13 chōka (longs poèmes) et 37 tanka (courts poèmes) figurent dans l'anthologie Man'yōshū; il a été appelé le kami de la poésie et Waka Nisei avec Kakinomoto no Hitomaro; il fait partie des trente-six grands poètes
- Bochō Yamamura 山村 暮鳥 (1884 - 1924), prêtre vagabond chrétien qui a attiré l'attention comme écrivain de contes et de chansons pour enfants et pour ses poèmes
- Yamanoue no Okura 山上 憶良 (660 - 733), surtout connu pour ses poèmes pour enfants et petites gens; certains de ses poèmes figurent dans l'anthologie Man'yōshū
- Sansei Yamao (1938 - 2001), ami du poète américain Gary Snyder
- Yamazaki Sōkan 山崎宗鑑, nom d'auteur de Shina Norishige (1465 - 1553), poète renga et haikai, calligraphe de cour pour le shogun Ashikaga Yoshihisa; devient moine bouddhiste reclus après la mort du shogun en 1489
- Hōdai Yamazaki 山崎方代 (1914 - 1985), poète tanka de l'ère Showa
- Rie Yasumi やすみ りえ nom d'auteur de Reiko Yasumi 休 理英子 (née en 1972), poétesse senryū
- Jun'ichi Yoda 与田凖 (1905 - 1997), poète et auteur de livres pour enfants de ère Shōwa
- Yokoi Yayū 横井 也有, né Yokoi Tokitsura (横井 時般?) et prend le pseudonyme Tatsunojō (1702 - 1783), samurai, lettré de Kokugaku et poète haïku (nom de famille : Yokoi)
- Yosa Buson voir Buson
- Akiko Yosano 与謝野 晶子 nom d'auteur de Yosano Shiyo (1878 - 1942), fin de l'ère Meiji, Ère Taishō et début de l'ère Showa poète, précurseur féministe, pacifiste et réformatrice social; une des plus célèbres et plus controversées poétesse postclassique du Japon
- Tekkan Yosano 与謝野 鉄幹 nom d'auteur de Yosano Hiroshi (1873 - 1935), auteur et poète de la fin de l'ère Meiji, de l'ère Taishō et du début de l'ère Shōwa; mari de l'écrivaine Akiko Yosano; grand-père du ministre et politicien Kaoru Yosano
- Isamu Yoshii 吉井勇 (1886 - 1960), poète tanka et dramaturge des ères Taishō et Showa
- Takaaki Yoshimoto 吉本隆明, également connu sous le nom « Ryūmei Yoshimoto » (né en 1924), poète, critique littéraire et philosophe; père de l'écrivain Banana Yoshimoto et du dessinateur Haruno Yoiko
- Yoshino Hideo 吉野秀雄 (1902 - 1967), poète waka et tanka de l'ère Showa

## Groupes et Écoles
- École Danrin
- Nashitsubo no gonin
- École poétique Nijō
- Famille Rokujō
- Les six génies de la poésie
- Trente-six grands poètes

## Maîtreshaïku
- Matsuo Bashō
- Yosa Buson
- Chiyo-ni
- Kobayashi Issa
- Masaoka Shiki